# Kuitsh
Kuitsh (Lower Umpqua).- Pleme Yakonan Indijanaca s donjeg toka rijeke Umpqua u Oregonu, na obje obale i oko 30 milja od njenog ušća uzvodno (blizu Reedsporta). Prema Dorseyu ova sela su se zvala, viz.: Chitlatamus, Chukhuiyathl, Chukukh, Chupichnushkuch, Kaiyuwuntsunitthai, Khuwaihus, Kthae, Kuiltsh, Mikulitsh, Misun, Ntsiyamis, Paiuiyunitthai, Skakhaus, Takhaiya, Thukhita, Tkimeye, Tsalila, Tsetthim, Tsiakhaus, Tsunakthiamittha i Wuituthlaa. 
Značenje imena Kuitsh nije poznato, od ostalih imena za njih je uobičajeni naziv Lower Umpqua. Od plemena Mishikhwutmetunne su nazivani Ci-sta'-qwűt-mę' tunne'  u značenju "people dwelling on the stream called Shista"  i od  Alsea Tu'kwil-má'-k`i.
Točan broj Lower Umpqua nije poznat dok su jezično najsrodniji Siuslaw Indijancima, ali ne i plemenu Umpqua, koji su pripadali porodici Athapaskan. Kultura je pripadala Sjeverozapadnoj obali.
Godine 1930. preostalo ih je tek 9, dok su ostala plemena porodice 1910. bili zastupljeni isto od tek desetak ljudi, 29 Alsea i 19 Yaquina. Danas su članovi konfederacije Confederated Tribes of Coos, Lower Umpqua and Siuslaw. 
Kultura plemena Coos, Lower Umpqua i Siuslaw je prilično jednoobrazna. Stalna sela koncentrirana su najvećim dijelom duž rijeka i potoka, svako predvođeno od poglavica. Kuće su građene od cedrovih dasaka, ukopane 4 do 6 stopa duboko u tlo, i prekrivene krovovima s rupama za izlaz dima. Drvene ljestve za izlaz vodile su od poda do vrata pokrivenih rogožinom ili kožama.  Vatra se nalazila na sredini sobe a dim je izlazio na rupi ostavljenoj na krovu kuće. U ovim kućama često je živjelo više od jedne obitelji. 
Ostale nastambe u selu bile su manje, namijenjene držanju raznih stvari, oruđu od kamena i kostiju, košarama i slično. Postojale su i manje nastambe namijenjene dječjoj igri kao i parne kupelji za muškarce i žene. 
Svako selo sastoji se od više proširenih obitelji. Pošto su bili patrilokalni, žena bi odlazila živjeti kod muževe obitelji. Ženidba se sklapala ugovorno, između roditelja, a mladoženjina obitelj plaćala bi cijenu za mladu.  
Sezonski Indijanci bi se selili, poglavito uzvodno prateći migracije lososa i jegulja. Većina ribe koju bi ulovili sušila bi se i skladištila za kasniju upotrebu. U proljeće i ljeto žene bu odlazile na preriju ili brda u  'žetvu'   kopanja korijenja, mlade zeleni, sakupljanja oraha i bobica. Neke vrste korijenja, oraha i bobica žene su također sušile i spremale u velike košare i čuvale za hranu preko zime. U lov na jelena muškarci su odlazili tijekom ljeta i u ranu jesen. U prehranu je ulazila i druga hrana koju je nudila priroda uz oceansku obalu i bližem zaleđu, kao što su razne vrste riba (kečiga i haringa), tuljani, kit, jaja morskih ptica, rakovi, školjke, morska trava, etc. 
Cedar se koristio za izgradnju kuća i kanua. Kanu je bio glavno prijevozno i transportno sredstvo za plovidbu rijekama i oceanom, obrađen u cedrovom deblu maljevima i dlijetima od kamena ili kosti, ponekad obojen crvenom glinom. Vesla su izdjeljana od jasena ili javora. 
Košare su pletene od različitog materijala, na izboru je korijenje omorike, crvenog cedra, tule-trska, vrba i drugo, a namjena im je različita, za nošenje drveta za ogrjeva, hrane, sušenje i čuvanje hrane i slično. Nepromočivo pletene košare od omorikinog ili cedrovog korijenja služile su za nošenje vode i kuhanje hrane. Postojale su i košare za hvatanje riba i rakova. Odjeća, poput plašteva, sukanja i ženskih kapa pleteni su od mekšeg materijala. Od svih vrsta košara, jedino su košare za lov na ribu pleli muškarci. 
Materijalnoj kulturi pripada i izrada maljeva (kladiva), čekića, utezi za mreže, ankeri i glave sjekira koji su se izrađivali od kamena. Kosti jelena služili su za izradu vršaka harpuna i ribarskih udica. Školjke su im služile umjesto žlica, dok se slatkovodna školjka oblikovala u nož za rezanje lososa i jegulji. 
Odjeća je od koa i bliljnog porijekla. Kod muškaraca svakodnevna odjeća je oskudna, sastoji se od pregača i šešira od životinjskih i ptičjih koža, u hladnije vrijeme nosili su kape od koža ili pletene od rogozi (typha), 'leggings'i (nogavice) i mokasine. Ženska svakodnevna nošnja sastoji se od različitog materijala. Od kore javora Indijanke su plele svakodnevne suknje. Kod bogatijih žena suknja se izrađivala od biljke Epilobium angustifolium, čija su vlakna sakupljale siromašnije žene. Od vlakana Epilobiuma dobivale su se fina prediva za suknje. Da bi se sakupilo dovoljno sirovine za jednu suknju, bogatija žena morala je otkupiti materijala od nekoliko siromašnih žena.   

## Vanjske poveznice
- Hodge, Kuitsh